# Eruviel Ávila Villegas
Eruviel Ávila Villegas, né le 1er mai 1969 à Ecatepec de Morelos, est un avocat et homme politique mexicain, membre du Parti révolutionnaire institutionnel (PRI). 
Il est député au Congrès de l'État de Mexico de 1997 à 2000 et de 2006 à 2009, maire d'Ecatepec de Morelos de 2003 à 2006 et de 2009 à 2011, et gouverneur de l'État de Mexico de 2011 à 2017.

## Sources
- (en) Cet article est partiellement ou en totalité issu de l’article de Wikipédia en anglais intitulé « Eruviel Ávila Villegas » (voir la liste des auteurs).